# 伊朗—哈薩克斯坦關係
伊朗-哈萨克斯坦关系是指伊朗和哈萨克斯坦之间的外交关系。
由于哈萨克斯坦是苏联解体后成立的獨聯體國家，因此伊朗与该国的关系從20世紀90年代才開啟。据哈萨克斯坦方面介绍，两国的外交关系始于1992年1月29日。1993年，哈萨克斯坦向伊朗伊斯兰共和国派駐使团，2007年在伊朗伊斯兰共和国設立领事馆。至于伊朗，他们于1992年在哈萨克斯坦设立了大使馆，并于1992年在阿克套以及2012年在阿拉木图设立了两个领事馆。
2021年4月7日，哈萨克斯坦和伊朗外交部长在努尔苏丹签署了一项两国外交部间的合作计划。
自2022年起，两国分别给予对方公民互免签证待遇，伊朗公民可免签证入境哈萨克斯坦14天，哈萨克斯坦公民可免签证入境伊朗14天。